# Drosera erythrogyne
Drosera erythrogyne es una especie de planta trepadora, perenne y tuberosa del género Drosera, endémica de Australia Occidental. 

## Descripción
Produce hojas pequeñas a lo largo de un tallo colmado y largo que puede alcanzar los 2-3 m de largo. Las flores blancas aparecen desde agosto hasta octubre.

## Distribución y hábitat
Crece en los suelos que son de turba y arena a arcilla y se produce en una zona a lo largo del sur de Australia Occidental en la costa oeste de Albany en pantanos o cerca de los afloramientos de granito. 

## Taxonomía
D. erythrogyne fue descrita por primera vez por N.G.Marchant y Allen Lowrie y publicado en Kew Bulletin 47(2): 316 en el año 1992.

Etimología
Drosera: tanto su nombre científico –derivado del griego δρόσος (drosos): "rocío, gotas de rocío"– como el nombre vulgar –rocío del sol, que deriva del latín ros solis: "rocío del sol"– hacen referencia a las brillantes gotas de mucílago que aparecen en el extremo de cada hoja, y que recuerdan al rocío de la mañana.
erythrogyne: epíteto latino que significa "con peciolos".
Sinonimia
- Sondera erythrogyne (N.G.Marchant & Lowrie) Chrtek & Slavíková, Novit. Bot. Univ. Carol. 13: 43 (1999 publ. 2000).[6][7]